# Anna Rejda

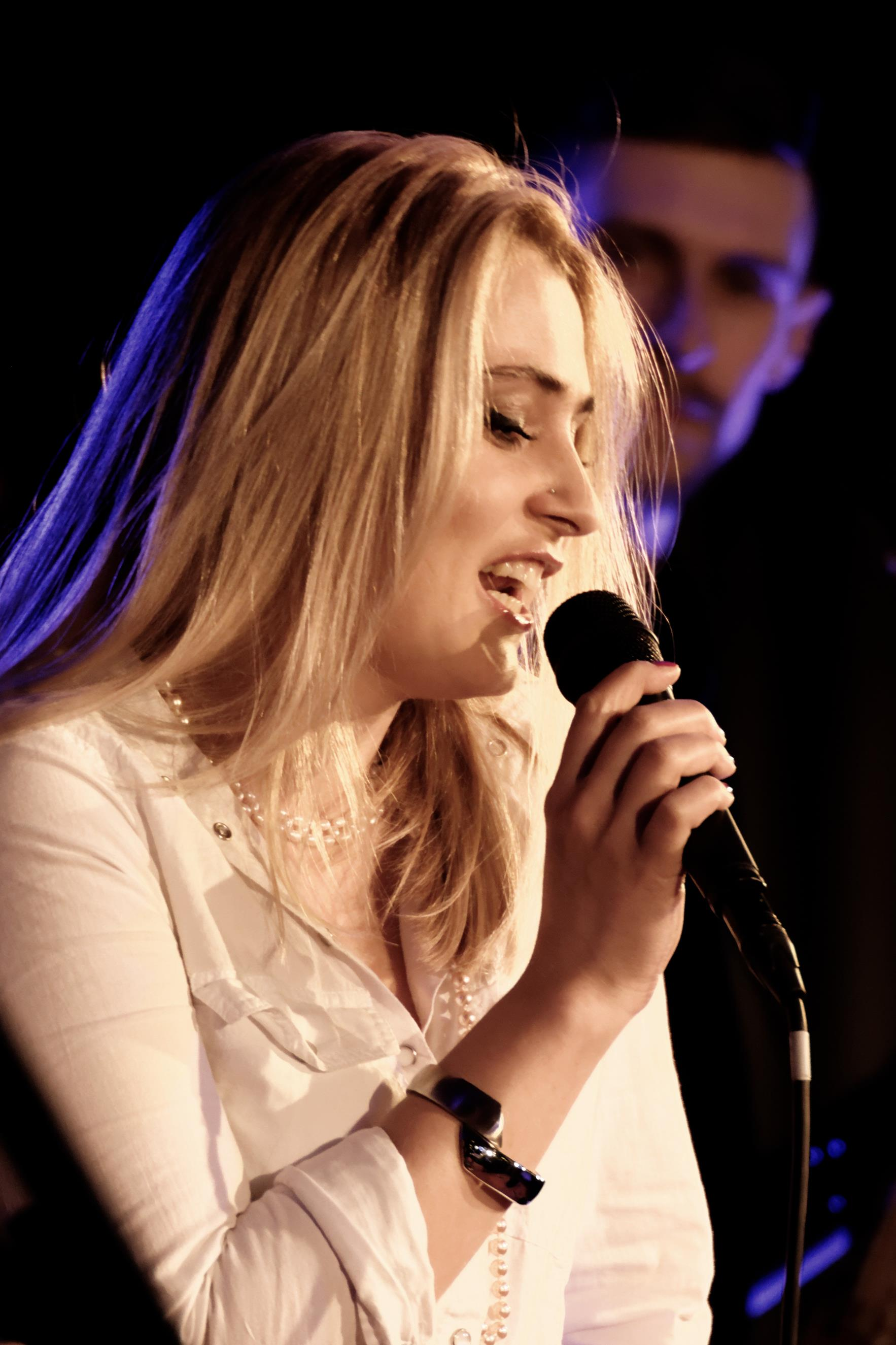
Anna Rejda

Anna Rejda (ur. 25 kwietnia 1976 w Środzie Śląskiej) – polska wokalistka jazzowa, pedagog wokalny.
W latach 2001–2011 występowała z jazzowym kwartetem wokalnym The Sound Office prowadzonym przez prof. Aleksandra Mazura. Absolwentka wokalistyki jazzowej na Akademii Muzycznej w Katowicach oraz Historii Sztuki na Uniwersytecie Wrocławskim.
Studiowała także waltornię na Akademii Muzycznej we Wrocławiu.
Zadebiutowała w 2000 roku na scenie Filharmonii Wrocławskiej jako solistka Big Bandu prowadzonego przez wykładowcę Akademii Muzycznej we Wrocławiu prof. Aleksandra Mazura.
W latach 2001–2011 współpracowała z jazzowym kwartetem wokalnym The Sound Office z którym to wydała płytę The Sound Office – Live. Wraz z kwartetem koncertowała na wielu prestiżowych festiwalach w kraju i zagranicą takich jak: Jazztage Dresden, Hildener Jazztage w Niemczech, Jazz Bez we Lwowie, Jazz Fest Brno w Czechach, Musikfestival Seelze w Niemczech, Kosice Jazz Festival na Słowacji, Prague Swing Festival w Czechach, Wrocław Jazz Festiwal, Jazz nad Odrą we Wrocławiu, Chopin Open w Warszawie czy Międzynarodowy Festiwal Chopin w barwach jesieni w Antoninie.
Jest finalistką Międzynarodowego Konkursu Wokalistów Jazzowych w Zamościu oraz półfinalistką Międzynarodowego Konkursu Wokalistów Jazzowych – Lady Summertime – w Finlandii.
Współpracowała z takimi muzykami jak Robert Jarmużek, Marek Długosz.
Wraz z gitarzystą Kamilem Abt'em stworzyła jazzową interpretację utworów Fryderyka Chopina zatytułowaną Chopin w barwach jazzu. Projekt ten zagrali w 2016 na festiwalu Hałda Jazz w Bogatyni. W roku 2018 wydali w duecie płytę Osobliwości przedstawiającą głównie autorskie kompozycje.
Oprócz koncertowania i tworzenia własnej muzyki prowadzi działalność edukacyjną. Od roku 2007 uczy śpiewu z interpretacją we Wrocławskiej Szkole Jazzu i Muzyki Rozrywkowej. W 2018 założyła szkołę śpiewu wokal.studio.